# 似雕真扇蟹
似雕真扇蟹（学名：Euxanthus sculptilis）为扇蟹科真扇蟹属的动物。分布于塔希提岛、萨摩亚群岛、汤加群岛、斐济群岛、托雷斯海峡、澳大利亚、印度尼西亚、安达曼、波斯湾、红海以及中国大陆的西沙群岛等地，生活环境为海水，常生活于珊瑚礁浅水中。